# Mika Mármol Medina
Mika Mármol Medina (Terrassa, 1 de juliol de 2001) és un futbolista professional català que juga a la UD Las Palmas. Principalment central, també pot jugar com a lateral esquerre. És internacional amb la selecció catalana

## Carrera de club

### Barcelona
Nascut a Terrassa, Catalunya, Mármol va començar la seva carrera al FC Barcelona l'any 2006. Va marxar dos anys més tard i va continuar el seu desenvolupament a les acadèmies de la UFB Jàbac Terrassa i el CF Damm, abans de tornar a Barcelona el juny de 2018. Va fer el seu debut com a sènior amb el filial el 12 d'octubre de 2019, entrant com a substitut tardà d'Óscar Mingueza en una victòria a casa per 3-0 davant l'Oriola CF, en partit de Segona Divisió B.
L'1 de juliol de 2020, Mármol va renovar el seu contracte amb el Barça i va ascendir definitivament a l'equip B. Es va convertir en titular habitual de l'equip, i va marcar el seu primer gol com a sènior el 17 de gener de 2021, en una derrota a domicili per 3-1 contra el Gimnàstic de Tarragona.
Mármol va debutar amb el primer equip i la primera divisió amb el Barça el 15 de maig de 2022, en substitució del seu company també graduat juvenil Alejandro Balde al final de l'empat 0-0 fora del Getafe CF.

### Andorra
El 30 d'agost de 2022, Mármol va signar un contracte de dos anys amb el nouvingut de Segona Divisió FC Andorra. Es va convertir en titular habitual del club i va marcar el seu primer gol com a professional el 27 de maig de 2023, marcant el segon del seu equip en una victòria a casa per 4-3 contra el Vila-real CF B.

### Las Palmas
L'11 d'agost de 2023, Mármol es va incorporar a la UD Las Palmas, que tot just acabava d'ascendir a la primera categoria, amb un contracte de tres anys.

## Internacional

### Catalunya
El 29 de maig de 2024 va disputar amb la selecció catalana el partit contra el Panamà, que va acabar en un empat a 2, a l'Estadi de la Nova Creu Alta.
El 28 de maig de 2025 va disputar amb la selecció catalana el partit contra Costa Rica, en una victòria per 2 a 0 a l'Estadi Johan Cruyff.